# Орден Дружбы народов (Башкортостан)
Орден Дружбы народов (баш. Халыҡтар дуҫлығы ордены) — государственная награда Башкортостана.

## История
Учреждён в 1998 году. Первое награждение состоялось 22 февраля 2000 года. Первым кавалером ордена стал губернатор Ханты-Мансийского автономного округа — Югры Александр Васильевич Филипенко.

## Основания награждения
В соответствии с законом, орденом награждают граждан Российской Федерации, иностранных граждан и лиц без гражданства:
1. за большой вклад в укрепление дружбы и сотрудничества между народами;
2. за высокие достижения в развитии экономики Республики Башкортостан;
3. за заслуги в государственном строительстве Республики Башкортостан;
4. за плодотворную деятельность в развитии науки;

## Порядок награждения
Орденом награждает глава Башкортостана. О награждении издаётся соответствующий указ.